# Вудмер (Нью-Йорк)
Вудмер (англ. Woodmere) — переписна місцевість (CDP) в США, в окрузі Нассау штату Нью-Йорк. Населення — 18 669 осіб (2020).

## Географія
Вудмер розташований за координатами 40°38′14″ пн. ш. 73°43′16″ зх. д. / 40.63722° пн. ш. 73.72111° зх. д. (40.637358, -73.721186).  За даними Бюро перепису населення США в 2010 році переписна місцевість мала площу 7,30 км², з яких 6,61 км² — суходіл та 0,69 км² — водойми.

## Демографія
Згідно з переписом 2010 року, у переписній місцевості мешкала 17 121 особа в 5336 домогосподарствах у складі 4393 родин. Густота населення становила 2346 осіб/км².  Було 5570 помешкань (763/км²).
Расовий склад населення:
| - 89,3 % — білих - 4,6 % — азіатів - 4,1 % — чорних або афроамериканців - 1,1 % — осіб інших рас |

До двох чи більше рас належало 0,7 %. Частка іспаномовних становила 4,6 % від усіх жителів.
За віковим діапазоном населення розподілялося таким чином: 28,7 % — особи молодші 18 років, 54,5 % — особи у віці 18—64 років, 16,8 % — особи у віці 65 років та старші. Медіана віку мешканця становила 39,5 року. На 100 осіб жіночої статі у переписній місцевості припадало 96,0 чоловіків;  на 100 жінок у віці від 18 років та старших — 91,5 чоловіків також старших 18 років.
Середній дохід на одне домашнє господарство  становив 162 277 доларів США (медіана — 126 968), а середній дохід на одну сім'ю — 178 540 доларів (медіана — 148 576). Медіана доходів становила 88 016 доларів для чоловіків та 62 145 доларів для жінок. За межею бідності перебувало 4,4 % осіб, у тому числі 5,6 % дітей у віці до 18 років та 1,7 % осіб у віці 65 років та старших.
Цивільне працевлаштоване населення становило 7576 осіб. Основні галузі зайнятості: освіта, охорона здоров'я та соціальна допомога — 35,8 %, науковці, спеціалісти, менеджери — 15,0 %, фінанси, страхування та нерухомість — 11,1 %, роздрібна торгівля — 8,3 %.